# Ever After High
 (août 2019).
Si vous disposez d'ouvrages ou d'articles de référence ou si vous connaissez des sites web de qualité traitant du thème abordé ici, merci de compléter l'article en donnant les références utiles à sa vérifiabilité et en les liant à la section « Notes et références ».

Logo d'Ever After High.

Ever After High est un dessin animé et une collection américaine de poupées mannequins lancée par Mattel en 2013 aux États-Unis, tirés d'une série de livres du même nom écrits par Shannon Hale. Les personnages sont les enfants des personnages de contes de fées les plus connus. Les héroïnes les plus connues d'Ever After High sont Raven Queen, fille de la Méchante Reine, et Apple White, fille de Blanche-Neige. La franchise s'est achevée définitivement en février 2018. Les poupées n'ont pas eu un fort impact mondial dans l'industrie du jouet et plus précisément dans le monde de la poupée (ce qui a vite décliné la ligne). 
La franchise Ever After High est déclinée en de nombreux produits comme des livres, des magazines, des sacs, des fournitures scolaires, etc. Mais ses principales ventes se font grâce aux poupées mannequins. Cette franchise s'accompagne également d'une web-série.
Ever After High est dérivé de Monster High, célèbre franchise de Mattel mettant en scène les fils et filles de monstres. Suivi d'une autre dérivé "Enchantimals (en)".

## Poupées mannequins
Les poupées existantes sont des filles, à l'exception de quatre garçons. Les poupées ont des tailles différentes (les garçons sont plus grands que les filles). Il existe plusieurs collections pour un même personnage (coiffures, tenues différentes et accessoires) :
- Signature - Royals et Signature - Rebels : Deux lignes de poupées généralement appelées "Signature". Elles représentent chacune une facette du destin et sont semblables à la ligne Basic de Monster High, mais sont très différentes des poupées Ever After Max: Basic.
- Getting Fairest : Elle représente les héros en pyjama. Les poupées sont Apple, Raven, Madeline et Briar.
- Legacy Day : Elle représente les élèves dans leurs tenues pour le Jour de l'Héritage. Les poupées sont Apple, Raven, Briar, Madeline, Ashlynn et Cerise.
- Thronecoming : Elle représente les élèves dans leurs tenues pour le Bal de la Destinée. Les poupées sont Apple, Raven, Blondie, Cupid et Briar.
- Hat-Tastic : Elle représente les élèves dans leurs tenues portées lors d'une partie de thé, organisée par Madeline Hatter. Les poupées sont Apple, Madeline, Briar, Cerise et Cedar.
- Spring Unsprung : Elle représente les élèves dans leurs tenues pour la fête du Printemps Fleuri. Ces tenues ont été créées par Lizzie Hearts. Les poupées sont Briar, Cerise, Cedar, Holly, Lizzie et Kitty.
- Sugar Coated : Elle représente les élèves dans leurs tenues pour faire de la pâtisserie pour le premier jour de l'Automne. Les poupées sont Cedar, Holly, Madeline et Ginger.
- Enchanted Picnic : Elle représente les élèves dans leurs tenues pour faire un pique-nique. Les poupées sont Raven, Blondie et Cerise.
- Way To Wonderland : Elle représente les élèves dans leurs tenues pour aller au Pays des Merveilles. Les poupées sont Apple, Kitty, Madeline, Raven, Briar et Lizzie ainsi que Courtly Jester la fille du Joker.
- Through the Wood : Elle représente les élèves dans leurs tenues pour aller à la fête forestière de la Lune bleue. Les poupées sont Ashlynn, Blondie, Poppy, et Cupid.
- Mirror Beach : Elle représente les élèves dans leurs tenues de plage. Les poupées sont Apple, Madeline et Ashlynn.
- Fairest on Ice : Elle représente les élèves dans leurs tenues de patin à glace. Les poupées sont Ashlynn, Poppy et Duchess.
- Date Night: Elle représente Dexter Charming et Raven Queen dans leur tenue de rendez-vous galant au nouveau cinéma.
- Tri-Castle-On : Elle représente les élèves dans leurs tenues de triathlon. Les poupées sont Hunter, Cerise et Lizzie.
- Dragon Games: Elle représente les élèves dans leur tenue faite pour chevaucher des dragons. Les poupées sont Holly, Apple, Darling, Raven et Poppy ainsi que Mira Shards, la méchante reine déguisée en adolescente.
- Book Party : Elle représente les élèves dans leur tenue pour la fête du livre. Les poupées sont Kitty, Lizzie et Ginger.
- Just Sweet : Elle représente Blondie travaillant au café du haricot magique.
- Heartstruck : Elle représente Cupid pour le premier jour du printemps.
- Best Friend Forever After : Elle représente les élèves dans une tenue budget. Les poupées sont Apple, Raven, Ashlynn et Madeline.
- Royally Ever : Elle représente Apple en future reine.
- Evil Queen : Elle représente Raven en future méchante reine.
- School Spirit : Elle représente Apple et Raven en uniforme de sport.
- Cerise Wolf : Elle représente Cerise en louve.
- Epic Winter : Elle représente les élèves pour leur aventure au pays de la reine des neiges. Les poupées sont Apple, Briar, Madeline, Ashlynn, Blondie, Crystal Winter la fille du roi des neiges et un pack contenant Rosabella Beauty et Daring Charming.
- Birthday Ball : Elle représente Cupid, Duchess, Rosabella, Cedar et Blondie à une fête d'anniversaire.
- Ballet : il s'agit d'une collection budget mettant en scène Apple, Briar et Holly en tenue de danse.
- Magical Transformation : elle met en scène Ashlynn portant une robe de bal pouvant rétrécir.
- Carnival Date : un pack contenant Bunny et Alistair dans leur tenue de rendez-vous galant au carnaval.
- EAH Pet : une collection spéciale d'animaux. Elle est composée de Gala le renard des neiges d'Apple, Nevermore la dragonne de Raven, Earl Grey le loir de Madeline, Chance la chienne de Darling, et Shuffle, la hérissonne de Lizzie.
- Cedar Woods : Elle représente Cedar en pantin à la suite d'un sort qu'on lui a jeté.

## Personnages

### Les Royals d'Ever After High
- Alistair Wonderland : Fils d'Alice dans Les Aventures d'Alice au Pays des Merveilles, il fait partie du clan des Royals. C'est un jeune garçon qui rêve de découvrir l'univers des contes de fées. Il est capable de résoudre des casses-têtes et des charades en quelques minutes seulement. Il est amoureux de Bunny, mais pense qu'elle ne le considère que comme un ami. Il adore la géographie mais déteste les cours de cuisine traditionnelle. Il a un style plutôt aventurier. Pour lui tous les habitants du pays des merveilles sont ses amis, surtout Lizzie, Kitty, Madeline et Bunny. Il est blond aux yeux bleus, portant des bottes et un pantalon marron, ainsi qu'un tee-shirt jaune représentant une carte, avec une veste bleue et une sacoche. Il partage sa chambre avec Sparrow Hood.

- Apple White : Fille de Blanche-Neige dans Blanche-Neige et les Sept Nains, elle est la leader des Royals. Elle est blonde aux yeux bleus, elle porte une robe rouge, avec des nœuds et une couronne. Apple est peut-être destinée à être la "plus belle d'entre toutes", mais elle est déterminée, intelligente et prête à assumer ses responsabilités. Elle n'aspire à rien de plus qu'une "destinée heureuse". Elle est la colocataire de Raven Queen. Au départ, bien que gentille et optimiste, Apple était très égoïste, égocentrique, vaniteuse et narcissique. Mais petit à petit elle est devenue très compréhensive vis-à-vis de Raven, la laissant d'ailleurs vivre sa vie et écrire sa propre destinée.

- Ashlynn Ella : Fille de Cendrillon, elle est Royale puis devient Rebelle pour pouvoir sortir avec Hunter Huntsman. Elle est blonde vénitienne aux yeux verts, elle porte une robe turquoise aux motifs de fleurs, un serre-tête rose et des escarpins en verre. Malgré une destinée royalement fabuleuse, Ashlynn Ella reste modeste et terre à terre. Cette amoureuse de la nature a le don de parler aux animaux. Bien qu'elle ne soit pas matérialiste, elle a un sérieux penchant pour les chaussures. Petite amie de Hunter, elle a deux demi-sœurs. Ashlynn est très affectueuse, attentionnée, généreuse, et toujours prête à donner un coup de main. Elle est la colocataire de Briar Beauty.
- Blondie Lockes : Fille de Boucle d'Or dans Boucle d'Or et les Trois Ours, elle est une Royals. C'est une fille déterminée, innocente et enthousiaste. Elle s'occupe de son émission la Gazette du miroir, pour laquelle elle est journaliste. Elle est dotée d'une grande curiosité, et passe son temps à chercher des scoops. Elle souhaite que les autres sachent que sa mère est en réalité une reine dans son pays. Son don magique est de pouvoir ouvrir des portes verrouillées. Elle ne comprend jamais pourquoi les gens se plaignent lorsqu'elle emprunte leurs affaires sans leur demander leur permission, on peut donc penser que Blondie est en quelque sorte cleptomane. Sa matière préférée est le débat, et sa matière détestée est l'art. Elle admire beaucoup les Royals. Blonde aux yeux bleus, elle porte une robe bleue avec des motifs d'ours, des chaussures noires à fourrure marron et un MirrorPad lui permettant de filmer n'importe quoi. C'est la colocataire de C.A. Cupid.

- Briar Beauty : Fille de la Belle au Bois Dormant dans La Belle au bois dormant, elle est une Royals puis devient une Rebels pour ne pas à devoir dormir 100 ans. Briar a les cheveux châtains avec des mèches roses, les yeux roses, une robe rose représentant une rose fermée, des collants aux motifs d'épines, des chaussures roses avec des couronnes à lunettes roses. Puisqu'elle est destinée à dormir cent ans, Briar fait de chaque jour un instant important. Elle adore organiser des fêtes, elle est très populaire, et se délecte de son statut de Royals branchée. Apple est sa meilleure amie. Sa colocataire est Ashlynn, qui est aussi une très bonne amie.

- Bunny Blanc : fille du Lapin Blanc dans Alice au Pays des Merveilles, elle est Royals. Elle est fiable et très respectueuse. Elle est capable de se transformer en lapin. Elle est amoureuse d'Alistair, mais pense qu'il la considère comme une amie. Néanmoins, elle l'embrasse sur la joue pour la première fois dans l'épisode Alistair et Bunny pour toujours. Sa colocataire est Faybelle Thorn.
- Crystal Winter : Fille du roi et de la reine des neiges, elle apparaît dans le film Conte d'hiver. Elle ne supporte pas la chaleur et elle est naïve. Elle a vécu pendant toute son enfance avec des serviteurs et ne sait pas nouer ses lacets et a connu Ashlynn et Briar en primaire. Elle est très habile au pistolet et sait utiliser sa baguette magique ; elle est Royals. Elle partage sa chambre avec Courtly Jester.

- Daring Charming : Fils du Prince Charmant (Roi Charmant) et frère de Darling et de Dexter, il est Royals. Il est blond, aux yeux bleus et a un sourire tellement éclatant qu'il fait tomber les filles comme des mouches. Il est habillé d'un veston à carreaux bleus et dorés, avec une veste de lycée américain dorée, bleu marine, crème et rouge. Son pantalon est un jeans simple et ses chaussures blanches. Vaniteux et courageux, Daring est l'aîné de la famille Charming. Il a beaucoup de succès avec les demoiselles. Il adore se regarder dans le miroir. Il devient une bête par le sort du Roi des Neiges, il tombe très vite sous le charme de Rosabella, et découvre que sa vraie destinée est d'être la prochaine Bête dans le conte de la Belle et la Bête. Il partage sa chambre avec Hopper Croakington II.
- Dexter Charming: Fils du Roi Charmant et frère de Daring et de Darling, il est Royal. Colocataire de Hunter Hunstman. Contrairement à son frère et à sa sœur jumelle Darling, Dexter est brun, mais possède de grands yeux bleus d'une grande beauté. Il est habillé d'un t-shirt noir aux motifs dorés, d'une veste bleue et or. Il a des sentiments pour Raven Queen. Il est très timide, gentil, mais il n'a pas énormément confiance en lui. Sa famille n'a de cesse de le comparer à Daring, son grand-frère.

- Duchess Swan : Fille de la Reine des Cygnes dans Le Lac des cygnes, elle est Royals, mais il lui arrive d'avoir quelquefois des doutes car son histoire connaît une fin tragique. Elle a le béguin pour Daring Charming. Intelligente, très bonne en danse classique, Duchess reste néanmoins très méchante. Elle passe son temps à essayer de voler la "fin heureuse" des princesses dont elle est jalouse car elles possèdent toutes "une fin heureuse" contrairement à elle (sa première cible fut Ashlynn, Duchess l'ayant menacée de révéler à tout le monde qu'elle et Hunter sortaient ensemble. Ainsi, Ashlynn aurait été chassée du rang des "Royals" et Duchess aurait pu prendre sa place et devenir la future "Cendrillon". Bien entendu, son plan fut un échec). Duchess a pour souvent Sparrow comme compagnon de crime. Elle partage sa chambre avec Lizzie Hearts.

- Farrah Goodfairy : Fille de la Fée Marraine dans Cendrillon, elle est Royals. Elle a les cheveux bleus avec une mèche lavande et une robe pailletée. Elle fait partie des pom-pom Girl d'EAH. Future bonne fée de Ashlynn, elles sont très proches. Farrah peut exaucer les souhaits de tous les élèves, sauf les siens, jusqu'à midi ou minuit. Sa colocataire est Meeshell Mermaid.

- Faybelle Thorn : Fille de la Méchante Fée dans La Belle au bois dormant, elle est Royals. Elle est la capitaine des pom-pom Girl d'EAH. Faybelle ne supporte pas de ne pas être invitée à une fête. Elle souhaite être "la plus méchante d'entre tous". En effet, elle adore la Méchante Reine, la mère de Raven Queen. Elle partage sa chambre avec Bunny.
- Holly O'Hair : Fille de Raiponce dans Raiponce et sœur jumelle de Poppy, elle est Royals. Elle a de longs cheveux roux ondulés et les yeux bleus. Elle porte une couronne de fleurs violettes, un haut violet à manches trois-quarts roses sur lequel est nouée une ceinture dorée au niveau de la taille, un sac rose, une jupe violette asymétrique ayant de motifs floraux et des cheveux imprimés dessus, ainsi que des collants gris foncé à carreaux. Elle porte également un collier doré sur lequel on peut voir deux fleurs blanches, deux bracelets et une bague. Elle est très attachée à sa sœur, Poppy. Elle était destinée à devenir la prochaine Raiponce car elle était l'aînée jusqu'à ce que la nourrice des deux jumelles, Nanny Nona, leur annonce qu'il y a eu une erreur : Poppy est l'aînée. Elle passe donc un pacte avec sa sœur. Holly deviendra la prochaine Raiponce, comme prévu et Poppy pourra, quant à elle, écrire sa propre histoire, comme elle voulait le faire. Elle passe son temps à écrire des histoires mettant en scène ses amies.

- Hopper Croakington II : Fils du Prince-Grenouille dans Le Prince-Grenouille, il est Royals. Il a un faible pour Briar. Sous forme humaine il est très mignon et maladroit, mais il est très dragueur et très bon poète sous sa forme grenouille. Il partage sa chambre avec Daring Charming.
- Gus Crumb : Fils de Gretel et Helga Crumb : Fille de Hansel dans Hansel et Gretel. Ils sont Royals, cousins et se comportent comme des jumeaux. Ils passent leur journée à harceler les élèves pour obtenir des bonbons (ils sont très gourmands). Ils surveillent et rapportent tout ce que font les élèves au directeur Grimm qu'ils respectent et adorent (ces informations sont tirées des livres). Ils ont peur de Ginger Breadhouse puisqu'ils pensent qu'elle va suivre la destinée de sa mère.
- Justine Dancer : Fille de la Douzième Princesse dans Le bal des Douze Princesses, elle est Royals possède une couronne en argent sertie de pierre jaune et est habillée d'une robe jaune et blanche. Colocataire de Ramona Badwolf, elle passe son temps à danser, tout comme Duchess.
- Les Trois Cochons : Fils des Trois Petits Cochons dans Les Trois Petits Cochons, ils sont Royals.

- Lilly Bo Peep : Fille de la petite bergère dans Little Bo Peep, elle est Royals. Elle a les cheveux roses et bleus en couette et est habillée comme une poupée.

- Lizzie Hearts : fille de la Reine de Cœur dans Alice au Pays des Merveilles, elle est Royals, elle veut devenir la prochaine reine de cœur. Sa colocataire est Duchess Swan. Elle est amie avec Kitty, Maddie, Bunny et Alistair. Elle crée des vêtements. Lizzie peut paraître hautaine et tyrannique, mais au fond, elle a bon cœur.
- Meeshell Mermaid : Fille de la Petite Sirène dans La Petite Sirène. Sa peau est bronzée et sa chevelure rousse striée de légères bandes violettes. Sa tenue est composée d'un haut rouge bordeaux orné de bijoux dorés. Sa longue jupe lui cachant les pieds est bleu clair et possède des motifs d'écailles orné d'un voile de dentelle bleu sur le haut. Son don magique est sa magnifique voix héritée de sa mère. Elle est aime beaucoup la musique[Quoi ?] et peut se transformer en sirène une fois qu'elle touche l'eau. Elle est Royals et partage sa chambre avec Farrah.

### Les Rebels d'Ever After High
- C.A. Cupid : Fille adoptive d'Éros (dieu grec de l'amour). Elle étudiait à Monster High et est arrivée à Ever After pour aider les élèves à trouver l'amour. C'est une Rebels. Elle a les cheveux roses bouclés, une frange courte et les yeux bleus. Elle porte un serre-tête beige et rose en forme de cœur avec une flèche de Cupidon, une robe rose et noire dont le haut rappelle les temps Romains et des ailes beiges, légèrement roses. Elle a un legging gris et porte des chaussures à talons doré foncé en forme d'ailes et de flèches de Cupidon. Elle porte parfois avec elle un arc en vieil or et une flèche de la même couleur. Elle est capable de rendre une personne amoureuse d'une autre grâce à ses flèches mais son véritable don magique est celui d'aider les gens à écouter leur cœur. Par contre, elle ne sait pas viser, c'est son point faible. Elle est amoureuse de Dexter Charming, le frère de Daring Charming, mais n'arrive pas à le lui avouer. Elle anime une émission qui permet d'aider les étudiants d'Ever After High à déclarer leur flamme, et a ainsi appris que Dexter était amoureux de Raven Queen. Désespérée, elle se retrouve donc dans le triangle amoureux "Cupid-Dexter-Raven". Cupid est également très gentille, compréhensive, calme et douce. C’est avec Blondie qu’elle partage sa chambre.

- Cedar Wood : fille de Pinocchio dans Pinocchio, elle est Rebelle. Elle a de longs cheveux bruns et bouclés, une tresse brune, une mèche violette sur le front et les yeux marron. Elle porte une barrette en forme de criquet vert, un haut violet avec un col blanc et une sorte de H en rose, une jupe rose et noire avec des motifs violets et dorés, des collants/chaussettes hautes blanches avec un ruban violet et des talons en bois brun et rose. Elle porte parfois une petite sacoche brune. Elle adore peindre. Elle ne sait pas garder des secrets, car elle a été touchée à la naissance par un sort qui l'empêche de mentir. Elle est pourtant une amie fidèle, qui a la qualité d'être un peu trop honnête. Comme Madeline, elle est une Rebels avec des "désirs Royaux", et rêve d'être une fille réelle, ce qui est sa destinée. Elle partage sa chambre avec Cerise.

- Cerise Hood : fille du Petit Chaperon Rouge et du Grand Méchant Loup dans Le Petit Chaperon rouge, elle est Rebelle. Elle a de longs cheveux bruns avec une mèche blanche et elle couvre toujours sa tête d'un large chaperon rouge car elle cache un secret. En effet, elle a hérité des oreilles de loup de son père, mais personne ne doit savoir qu'elle est sa fille. Cerise passe pour un loup solitaire parfois. Mais elle est férocement loyale envers ses amis. Elle est douée en course et c'est la sœur de Ramona Badwolf. Sa colocataire est Cedar.

- Courtly Jester : Fille du Joker, c'est une élève de Wonderland School, l'école du pays des Merveilles, bien qu'elle possède le statut de principale et de principale adjointe. En effet Courtly dirige l'école ; très crainte par les élèves, elle n'hésitera pas de punir sévèrement ceux qui enfreindraient les règles de l'école. Son plus grand rêve est de devenir la reine du pays des Merveilles et pour cela elle va tout faire pour essayer de détrôner la mère de Lizzie, la reine des Cœurs (voir le film "Way Too Wonderland / Vers Le Pays Des Merveilles). Finalement, elle réussit à venir à Ever After High. Elle se sert notamment d'Alistair Wonderland (fils de Alice au pays des Merveilles), elle fait semblant d'être amoureuse de lui uniquement pour obtenir des informations (venant d'Alice) pour savoir comment libérer la méchante reine prisonnière de son miroir car elle éprouve pour elle une grande admiration. Mais en vérité elle a un véritable coup de cœur pour Humphrey Dumpty. Elle partage sa chambre avec Crystal Winter et est Rebels, car elle veut diriger (preuve: dans l'émission Vers le Pays des Merveilles, elle a essayé de voler la destinée de Lizzie pour devenir la prochaine Reine du Pays des Merveilles).

- Darling Charming : Fille du Roi Charmant (Prince Charmant) et sœur de Daring et de Dexter, elle est Rebels car elle ne veut pas être une demoiselle en détresse. Elle possède les yeux bleus et la chevelure blonde platine, avec des mèches bleues, coiffée à la « Marie-Antoinette ». Fragile et très appréciée des hommes dans le livre officiel, elle est pourtant féministe : elle ne supporte pas d'être considérée comme une « demoiselle en détresse » par la gent masculine. Elle est habillée d'une robe bleue avec des imprimés bleu marine et roses. Elle porte aussi des accessoires « en armure », soulignant son côté chevalière: en effet, celle-ci préfère les activités des chevaliers (elle doit se déguiser) aux occupations des demoiselles sans défense. Lorsqu'elle rejette ses cheveux en arrière, le monde tourne au ralenti derrière elle : c'est son « Don Magique ». En secret, c'est le chevalier blanc aux pays des merveilles. Selon sa destinée, elle est le futur prince d'Apple. C'est la colocataire de Rosabella.

- Ginger Breadhouse : fille de la Sorcière dans Hansel et Gretel, elle est Rebels. C'est une très bonne pâtissière. Son nom complet est un jeu de mots du mot anglais sur le pain d'épice. Une partie de son nom est « Ginger », et l'autre « pain », pour évoquer « gingerbread house », au sens de « maison de pain d'épice ». « House » étant le mot anglais pour « maison ». Ginger est la meilleure amie de Cerise Hood, mais pourrait ne pas savoir qui est son père. Elle a un faible pour Hopper Croakington II. Elle adore cuisiner des plats pour ses amis. Elle partage sa chambre avec Melody.

- Humphrey Dumpty : Fils de Humpty Dumpty dans Humpty Dumpty, il est Rebels. Il passe son temps derrière son ordinateur (c'est un geek). Il a le vertige et ne supporte pas d'être en hauteur.

- Hunter Hunstman : Fils du Chasseur dans Blanche-Neige et les Sept Nains, il est Rebels. Il est tombé amoureux de Ashlynn Ella (la fille de Cendrillon), alors que c'est interdit. Il est végétarien, il a un écureuil. Il est très romantique vis-à-vis d'Ashlynn, doué au tir à l'arc, et protecteur envers les animaux. Son colocataire est Dexter.

- Jillian Beanstalk : Fille de Jack dans Jack et le Haricot magique. Elle adore vivre des aventures et aidera Humphrey Dumpty à combattre sa peur du vide. Elle a un faible pour Tiny. Elle est Rebels et partage sa chambre avec Nina Thumbell.
- Kitty Cheshire : Fille du Chat du Cheshire dans Alice au Pays des Merveilles, c'est une Rebels. Elle est la meilleure amie de Lizzie Hearts. Kitty passe son temps à commettre des farces aux élèves. Mais elle reste assez sympathique. Elle partage sa chambre avec Madeline.

- Les Demi-sœurs : Filles des demi-sœurs de Cendrillon dans Cendrillon ; ce sont les deux demi-sœurs d'Ashlynn Ella, elles sont Rebels et apparaissent dans l'épisode "le défilé d'Ashlynn". Elles dorment dans la même chambre.

- Les Trois Biquets : Fils des Trois Boucs dans Les Trois Boucs, ils sont Rebels.

- Madeline Hatter : Fille du Chapelier Fou dans Alice au Pays des Merveilles, la toujours joyeuse Madeline Hatter (ou « Maddie », comme l'appellent ses amis) résout des énigmes, parle le "n'importe quoi" et est la meilleure amie qu'un personnage de conte de fées puisse espérer. Cette joyeuse farceuse reste follement elle-même. Maddie adore sa destinée, devenir l'hôtesse des goûters totalement fous la réjouit, mais elle est aussi enthousiaste à l'idée d'un futur aux possibilités infinies ! Elle est Rebels et partage sa chambre avec Kitty.

- Melody Piper : Fille du Joueur de flûte de Hamelin dans Le Joueur de flûte de Hamelin, elle est Rebelle. Elle est DJ à Ever After High. Son nom « Melody » signifie simplement « mélodie » en anglais. Melody est la fille du professeur Hamelin, un professeur à l'école d'Ever After High, et en dépit d'être une Rebels, elle veut exprimer sa musique, mais d'une manière différente de celle de son père. Contre toute attente, Melody déteste les cours de musique car elle a peur d'envouter les autres avec son don magique. Elle partage sa chambre avec Ginger.

- Nina Thumbell : Fille de Poucette dans La Petite Poucette. Elle fait partie des pom-pom girls d'Ever After High. Ses yeux sont bleus, sa peau est mate foncé et sa longue chevelure est blonde. Sa tenue se compose d'un haut à carreaux vert fleuris assorti d'un collier fleuri rose clair et plus foncé. Sa jupe ressemble à une tulipe jaune dégradée rose sur le haut orné de dentelle. Ses jambes sont agrippées de vignes vertes faisant partie de ses talons vert clair. Son don magique est de rapetisser. Elle prend énormément de plaisir à s'occuper de l’environnement et à vivre des aventures dans la nature, sous forme petite. Elle est Rebels et sa colocataire est Jillian.

- Poppy O'Hair : Fille de Raiponce dans Raiponce et sœur jumelle de Holly, elle est Rebels. En plus d'étudier à Ever After high, elle possède un salon de coiffure où elle passe son temps à coiffer les élèves.

- Ramona Badwolf : Fille du Grand Méchant Loup dans Le Petit Chaperon Rouge. C'est la sœur cachée de Cerise Hood et est la colocataire de Justine Dancer. C'est une Rebels.

- Raven Queen : Fille de la Méchante Reine dans Blanche-Neige et les Sept Nains, elle est la leader des Rebels. Elle a la peau très pâle, les yeux violets, les cheveux légèrement ondulés dans des tons noirs, violets et marron. Elle accessoirise ses vêtements de style gothique avec de l'argent et des matériaux gris. Fille de l'infâme Méchante Reine, Raven est destinée à devenir la vilaine sorcière qui conquiert le royaume par la magie noire. Mais cette rêveuse rebelle n'a pas une once de vraie méchanceté. Raven est douce, compatissante et bien souvent incomprise en raison de son sombre héritage maternel. Mais maintenant, elle est très aimée en tant que leader des Rebels d'Ever After High, bien qu'elle ne mourait pas d'envie d'être sous le feu des projecteurs. Elle partage sa chambre avec Apple White.

- Rosabella Beauty : Fille de la Belle dans La Belle et la Bête et colocataire de Darling Charming. Elle est Rebels car selon elle, "sa fin heureuse est moins importante à celle des autres et des animaux" (preuve : sur la boîte originale de la poupée Rosabella Beauty, il y a le logo des Rebels en jaune doré en haut à droite. Sur le "marque-page", il est écrit "Ever After Rebels", avec le cœur ailé). Elle est partisane du droit des animaux et est la cousine de Briar Beauty. Pour elle, la beauté vient de l'intérieur et non de l'extérieur. Elle tombe sous le charme de Daring quand il est sous la forme d'une bête, elle essaye donc de l'aider à redevenir un prince pour lui montrer qu'il doit penser aux autres et pas juste à lui.

- Sparrow Hood : Fils de Robin des Bois dans Robin des Bois, il est Rebel. Imbu de lui-même et égoïste, il adore jouer du rock avec sa guitare électrique n'importe où, ce qui le rend très désagréable. Il tient un groupe de musique avec les fils des différents Joyeux Compagnons de son père. Le groupe est appelé les « Merry Men », du français les « Joyeux Compagnons ». Il est souvent vu avec Duchess et partage sa chambre avec Alistair.

- Tiny Ending : Fils du Géant dans Jack et le Haricot Magique, il est Rebels, timide et adore danser.

### Amis des élèves d'Ever After
- Chase Redford : Fils adoptif de la Reine Rouge dans De l'autre côté du miroir, c'est le chevalier rouge à Wonderland. Il est l'assistant de Courtly mais il est gentil et très doué en chevalerie. Il est Royals.
- Jackie Frost : Sœur de Northwind et sujet de la famille royale des neiges; elle fera tout pour voler la destinée de Crystal et c'est une Rebels, car elle veut diriger (même désir que Courtly Jester).
- Mira Shards : Elle est issue du Miroir Magique, car c'est en fait la mère de Raven, qui se transforme en fille de son âge pour que sa fille ne la reconnaisse pas. Elle a les cheveux rouge grenat striés de mèches violettes et une robe noire et blanche. Si elle était encore là, ce serait Rebels, car puisque c'est la Méchante Reine en version adolescente, elle préfère conquérir tous les mondes (preuves : elle avait lancé une malédiction sur le Pays des Merveilles et pendant Jeu de Dragons, quand Raven fait semblant de vouloir devenir diabolique, elle propose plusieurs pays à conquérir ; parmi les choix il y a le Pays des Merveilles, le Pays du Bonhomme de Pain d'Épice, le Pays des Géants et le Royaume des Mers).
- Northwind : Frère de Jackie Frost et sujet de la famille royale des neiges, il aide sa sœur à obtenir le trône des neiges.

### Les Elfes Pixies
- Featherly, Harelow et Deerla : Elles sont les Forest Pixies et elles protègent la Forêt Enchantée. Elles sont présentes dans le film Jeu de Dragons.
- Foxane et Veronicub : Elles sont les Snow Pixies, les amies de Crystal et elles sont présentes dans le film Conte d'Hiver.

### Les animaux des élèves
- Gala: Renard de Apple.
- Nevermore: Dragon de Raven.
- Earl Grey: Loir de Madeline.
- Divacorn: Licorne de Briar.
- Sandella: Phoenix de Ashlynn.
- Carmine: Louveteau de Cerise.
- Carrollo: Chenille de Kitty.
- Clockwork: Pivert de Cedar.
- Drake: Libellule de Hopper.
- Grizz: Ourson de Blondie.
- Kiri: Panda de Ginger.
- King Benedict: Poulet de Humphrey.
- M.Cottonhorn: Jackalope de Dexter.
- P-Hawk: Paon de Daring.
- Pesky: Écureuil de Hunter.
- Philia: Pégase de C.A. Cupid.
- Pirouette: Cygne de Duchess.
- Sir Gallopad: Cheval de Darling.
- Adelita: Papillon de Rosabella.
- Shuffle: Hérisson de Lizzie.
- Les dragons: de Apple, Melody, Holly, Poppy, Darling, Ashlynn et de la Méchante Reine.

### Les couples
Il existe des couples dans la série :
- Raven Queen et Dexter Charming
- Ashlynn Ella et Hunter Huntsman
- Briar Beauty et Hopper Croatington II
- Rosabella Beauty et Daring Charming (ils formeront le prochain couple de la Belle et la Bête)

#### Personnel d'Ever After High
- Milton Grimm: Directeur de Ever After high. Il a pour devoir de former la prochaine génération des reines et des rois, des héros et des méchants des Contes, et, par conséquent, d'assurer la sécurité du Royaume Magique. Il soutient le côté des élèves Royals avec la narratrice.

- Giles Grimm: Est assez méconnu des élèves d'Ever After High, d'ailleurs, il est porté disparu. La vérité c'est qu'il a été enfermé sous l'école dans la Bibliothèque Secrète, sous l'influence d'un sort (lancé par son frère car il était pour que les élèves écrivent leurs destinés) qui l'oblige à s'exprimer qu'en Charabia (que Madeline comprend). Mais il est conscient du conflit survenant au dessus de lui, qu'il regarde à travers son miroir magique jusqu'au Bal de la Destinée, quand Raven et ses amis le libèrent de son langage Charabien. Tant de Mystères sur ces deux frères séparés. Il soutient le côté des Élèves Rebels avec le narrateur et Brooke Page, la fille des Narrateurs.

- Baba Yaga: Elle est la conseillère d'orientation des élèves et comme telle est son devoir, elle a pour rôle d'aider les étudiants à aller sur le droit chemin. Avec cela à l'esprit, cependant elle se montre beaucoup plus indulgente avec les élèves Rebels que ne l'est le Directeur Grimm.

- Rumpelstiltskin: L'un des enseignants de l'école, le Professeur Rumpelstiltskin est représenté comme un homme très petit de taille puisqu'il s'agit d'un nain et tout comme dans son histoire, il s'intéresse plus à escroquer ses élèves plutôt qu'à les faire "bien progresser".

- Pied Piper: Le Professeur Pied Piper, comme son nom l'indique, est le Professeur de Muse-ique d'Ever After High. Il est également le père de Melody.

- Professeur Jack B. Nimble: ou "Jack le Criquet", Pinocchio. Le Professeur Jack B. Nimble est le Professeur de Littérature d'Ever After High. Un peu excentrique comme professeur, il arrive quand même à captiver l'attention de ses élèves avec ses prestations farfelues et ses devoirs originaux et imaginatifs, au grand malheur de Cedar qui ne peut mentir ni même déformer la vérité.

- Coach Paindépice: L'enseignement de Grimmnastique (gymnastique) à Ever After High passe par l'entraîneur Monsieur Pain d'épices. C'est un Professeur assez strict (un peu comme un commandant d'armée). Son but, en plus d'apprendre aux élèves à faire face aux prochains périples de leurs Histoires (surtout les Princes), et aussi de leur apprendre à courir : par exemple s'ils se font pourchasser par une horde de Boulangers fous furieux.

- Monsieur Bad Wolf: il est professeur de méchanceté générale et le père de Ramona et Cerise.

- Lady Mariane: Elle est vêtue d'une robe avec plusieurs teintes de bleu, elle est rousse, elle porte un chapeau bleu en forme de cône auquel est attaché un ruban transparent et son élève préférée est Darling.

- Sa Majesté la Reine Blanche: Professeur de Princessologie et de Couronomie et conseillère des princesses à Ever After High. Elle est connue pour demander à ses élèves d'imaginer six choses impossibles avant le début des cours. Elle a aussi enseigné au Pays des Merveilles. Elle fait sa première apparition dans l'épisode du Jour des Cœurs Sincères.

## Web-Série

### Fiche technique
- Titre original : Ever After High
- Titre français : Ever After High
- Réalisation : Brandon James Scott
- Producteur : Margaret M. Dean
- Scénario : George Doty IV
- Musique : Asher Lenz et Stephen Skratt
  - Musique du générique : Gabriel Mann
  - Interprète du générique : Keylee Bumford
- Société de production : Mattel Playground Productions
- Producteur superviseur : Dan Fraga
- Producteur exécutif : David Voss et Audu Paden
- Producteur Designer : Emily Kelly
- Pays de production :  États-Unis
- Dates de sortie :
  - États-Unis : 13 mai 2013
  - France : 21 octobre 2013
  - Allemagne : 9 novembre 2013

Sources,

### Distribution

#### Voix originales
- Jonquil Goode : Apple White, Cedar Wood
- Erin Fitzgerald : Raven Queen, C.A. Cupid
- Cindy Robinson : Madeline Hatter, Humphrey Dumpty
- Laura Bailey : Ashlynn Ella, Melody Piper
- Kate Higgins : Briar Beauty, Billy Goats Gruff
- Grant George : Hunter Huntsman
- Julie Maddalena Kliewer : Blondie Lockes
- Rena S. Mandel : Cerise Hood
- Evan Smith : Daring et Dexter Charming
- Todd Haberkorn : Sparrow Hood
- Malcolm Danare : Tiny
- Valerie Arem : Narratrice
- Joe Sanfelipo : Narrateur
- Cam Clarke : Giles Grimm, Hopper Croackington II, Mlle Trollsworth
- Jamieson Price : Milton Grimm
- Keith Gentry : jeune Giles Grimm
- Kyle Arem : jeune Milton Grimm
- Wendee Lee : Lizzy Hearts, Evil Queen
- Stephanie Sheh : Duchess Swan
- Lex Lang : Lance Charming
- Audu Paden : Baba Yaga, Coach Gingerbread Man, Père Grimm, Réveil, Miroir Magique, Commentateur sportif

Source

#### Voix françaises
- Sophie Frison : Apple White
- Delphine Moriau : Raven Queen
- Jennifer Baré : Madeline Hatter
- Laurence Stevenne : Ashlynn Ella
- Julie Basecqz : Briar Beauty
- Esther Aflalo : Blondie Lockes, jeune Giles Grimm
- Claire Tefnin : C.A. Cupid
- Mélissa Windal : Cedar Wood
- Cécile Florin : Cerise Hood, Lizzie Hearts
- Ioanna Gkizas : Lizzie Hearts (Saison 1)
- Véronique Fyon : Rosabella Beauty
- Sandrine Henry : Ramona Badwolf
- Sophie Pyronnet : Justine Dancer
- Helena Coppejans : Poppy O'Hair
- Maia Baran : Holly O'Hair, Bunny Blanc
- Alexis Flamant : Alistair Wonderland
- Tony Beck : Daring Charming
- Stéphane Pelzer : Dexter Charming
- Pierre Le Bec : Hunter Huntsman, Billy Goats Gruff, Cookbook, Humphrey Dumpty S.1 et 5
- Alexandre Crépet : Hopper Croackington II
- Grégory Praet : Sparrow Hood, Lance Charming, Réveil, Northwind
- Angélique Leleux : Narratrice
- Jean-Marc Delhausse : Narrateur, commentateur sportif
- Benoît Van Dorslaer : Giles Grimm, Tiny, Ogre
- Michel Hinderyckx : Milton Grimm
- Géraldine Frippiat : Duchess Swan
- Philippe Tasquin: Le Lapin Blanc
- Mélanie Dambermont : Melody Piper, Darling Charming
- Nancy Philippot: Kitty Cheshire
- Élisabeth Guinand: Faybelle Thorn, jeune Giles Grimm
- Delphine Chauvier: Courtly Jester, Crystal Winter, Jillian Beanstalk
- Valérie Lecot: Farrah Goodfairy
- Elsa Poisot: Brooke Page
- Pierre Bodson : Coach Gingerbreadman
- Myriam Thyrion : Baba Yaga, Mlle Trollsworth, Miroir magique
- Marie du Bled : Meeshell Mermaid, Ginger Breadhouse
- Ambre Grouwels : Meeshell Mermaid (chant)
- Audrey d'Hulstère : Mira Shards
- Thibaut Delmotte : Humphrey Dumpty
- Béatrice Wegnez : Nina Thumbell
- Stéphane Excoffier : La Reine de Cœur
- Marcha Van Boven : Chat du Cheshire
- Fabienne Loriaux : Mirrie
- Myriem Akheddiou : La Méchante Reine
- Daniel Nicodème : Chapelier Fou
- Manuela Servais : Blanche Neige
- Jean-Michel Vovk : Mr. Badwolf, Le roi des neiges
- Marie Line Landerwyn : La reine des neiges
- Shérine Seyad : Jackie Frost
- Olivier Cuvellier : Carter Pillar
- Nicolas Matthys : Chevalier Blanc

Source

### Épisodes

#### Le commencement (2013)
- Épisode d'introduction : Le Monde d'Ever After High

Fais la connaissance des élèves d'Ever After High, destinés (ou pas) à être la prochaine génération de légendes de contes de fées.
- Épisode 1 : Le Conte d'Apple : l'Histoire d'une Royals

Les Royals sont surpris d'apprendre que Raven remet en cause sa destinée, ce qui met en péril le Jour de l'Héritage. 
- Épisode 2 : Le Conte de Raven : l'Histoire d'une Rebels

Les Rebels sont impatients de savoir si Raven renversera le cours de l'Histoire et remettra en cause sa destinée lors du Jour de l'Héritage. 
- Épisode 3 : Le Récit du Jour de l'Héritage

Les étudiants et professeurs d'Ever After High retiennent leur souffle ! Lors du Jour de l'Héritage, Raven Queen prêtera-t-elle serment de suivre sa destinée sur le Livre des Légendes ?

#### Épisodes spéciaux (2013-2016)
- Le Jour des Cœurs Sincères (23 minutes, divisé en trois parties - 2013)

C.A. Cupid rejoint les Légendes de contes de fées d'Ever After High pour célébrer une fête ancienne appelée le Jour des Cœurs Sincères, incitant ainsi Ashlynn Ella et Hunter Huntsman à révéler leur histoire d'amour.
- Le Bal de la Destinée (45 minutes - 2014)

Raven est trompée pour signer le Livre de la Destinée. Mais il s'avère que c'est un faux, les filles doivent retrouver le vrai livre.
- Printemps Fleuri (47 minutes - 2015)

Alister Wonderland et Bunny Blanc ont retrouvé le Livre de la Destinée et veulent le ramener à l'école, mais le Chat du Chester a une autre idée et le remplace par un livre d'énigmes maudites.
- Vers le Pays des Merveilles (4 épisodes de 24 minutes - 2015)

Raven utilise sa magie pour briser le maléfice du Pays des Merveilles (Wonderland), mais les filles se retrouvent transportées dans l'école de Wonderland.
- Jeu de Dragons (4 épisodes de 24 minutes - 2016)

Les dragons et la Méchante Reine sont de retour a Ever After High. Raven et Apple vont devoir oublier leurs différends pour sauver leur école.
- Conte d'Hiver (4 épisodes de 24 minutes - 2016)

Le Roi des neiges a été placé sous un maléfice qui va placer le monde des contes dans un éternel hiver. Sa fille Crystal et ses amis va devoir effacer cette malédiction pour sauver Ever After.

#### Chapitre 1 (2013)
- Épisode 1 : Réunion au sommet

Les amies de Raven Queen, ses rivales et ses professeurs se réunissent pour l'inciter à se comporter comme une vraie Méchante Reine avec eux.
- Épisode 2 : Miroir, mon beau miroir

Lorsque Raven brise accidentellement le miroir magique d'Apple White, elle se met à la recherche d'un nouveau miroir qui dira à sa camarade de chambre qu'elle est toujours "la plus fabuleuse d'entre toutes". 
- Épisode 3 : Élections

Madeline Hatter décide de faire campagne pour être la prochaine présidente du Conseil des Elèves Royals.
- Épisode 4 : Examen surprise

Briar Beauty associe ses connaissances en Science et Sortilèges avec ses talents d'organisatrice de soirées inoubliables afin que tout le monde réussisse l'examen du Professeur Rumplestiltskin.
- Épisode 5 : Cupid à la rescousse

C.A. Cupid se rend compte que tout ne se termine pas en Fin Heureuse lorsqu'elle aide Hopper Croakington II à courtiser Briar Beauty. 
- Épisode 6 : Trouver chaussure à son pied

Ashlynn Ella, Briar Beauty et Blondie Lockes reçoivent une aide inattendue alors qu'elles installent la vitrine de la Pantoufle de Verre pour la charmante collection d'automne. 
- Épisode 7 : Le chat qui criait au loup

Lorsque Kitty Cheshire découvre le secret de Cerise Hood, Raven s'interpose pour l'empêcher de répandre des rumeurs.
- Épisode 8 : Cedar Wood aimerait pouvoir mentir

Lorsque Cedar Wood découvre qu'Ashlynn et Hunter Huntsman sortent ensemble, elle élabore un plan pour garder secrète la relation de ses amis.
- Épisode 9 : Dexter, le timide

Avec l'aide de C.A. Cupid, le prince Dexter Charming tente de séduire Raven Queen pour qu'elle l'accompagne vendredi soir à une fête fantastique.
- Épisode 10 : Le lendemain du jour de l'Héritage

À la suite des événements bouleversants du Jour de l'Héritage, la bataille entre les Royals et les Rebels est déclarée avec un épique lancé de nourritures à la Cafétéria. 
- Épisode 11 : Une nouvelle Méchante Reine

Raven essaie de trouver un nouvel ennemi pour Apple White. Est-ce que le plus petit des Trois Petits Cochons est à la hauteur ?

#### Chapitre 2 (2014)
- Épisode 1 : Un doute légendaire

Lorsque Blondie Lockes utilise son émission pour prouver que les Légendes d'Ever After High sont réelles, le Directeur Grimm remue ciel et terre pour s'assurer que son émission soit parfaite !
- Épisode 2 : Cours croisés

Apple White obtient plus qu'elle n'a négocié lorsqu'elle décide d'inverser l'histoire et de s'inscrire en cours d'Économie Diabolique, simplement pour contrarier Raven Queen.
- Épisode 3 : Bon anniversaire Apple !

Apple White s'énerve lorsque Raven Queen veut lui faire un gâteau d'anniversaire qui n'est pas empoisonné et Briar Beauty décide d'intervenir pour être sûre que sa meilleure amie passe le meilleur des anniversaires.
- Épisode 4 : Beauté intérieure

Quand Cedar Wood s'inscrit au concours de beauté Royals, elle donne envie à Apple White de célébrer la véritable beauté. 
- Épisode 5: Panique en ligne

Les élèves paniquent quand le MirrorNet connaît un bug et ils décident de s'allier pour trouver le coupable à l'origine de cette panne.
- Épisode 6 : Revanche en scène

Raven Queen et Sparrow Hood, s'affrontent au cours d'un génial duel de guitare lors du concours annuel des talents de l'école. 
- Épisode 7 : Salon de thé toqué

Madeline et ses amis essaient d'atténuer le côté merveilleux du salon de thé familial avant que Blondie Lockes vienne filmer un documentaire. Mais ils comprennent vite que le salon est thé-rrifique tel qu'il est !
- Épisode 8 : Un arbre plein de surprises !

Les élèves doivent réaliser leur arbre généalogique. Blondie Lockes tente de découvrir qu'elle est bien une Royals. 
- Épisode 9 : Poppy, la Roybels !

Poppy O'Hair essaie de savoir si elle est Royals ou Rebels... Ou peut-être un peu des deux ? 
- Épisode 10 : Destinée jumelle

Lorsque Holly et Poppy O'Hair découvrent qu'elles ont été échangées à la naissance, les deux jumelles si différentes décident de continuer à suivre les destinées qu'elles pensaient être les leurs. 
- Épisode 11 : Thé en folie

Lorsque la folie magique du petit bois des Merveilles commence à diminuer, Madeline Hatter décide d'organiser une fête pour redonner au lieu tous ses pouvoirs.
- Épisode 12 : Le Défi de Daring Charming

Daring Charming est mis au défi de sortir avec Lizzie Hearts ... et finit par être tout à fait charmé !
- Épisode 13 : Missions pour une princesse

Apple White a peut-être une beauté parfaite et pure, mais cette Royals infatigable ne passe pas ses journées à essayer des diadèmes et à prendre le thé.
- Épisode 14 : Qu'on leur coupe la tête !

Lizzie Hearts se rend compte qu'elle n'est peut-être pas destinée à devenir méchante comme sa mère la Reine de Cœur. 
- Épisode 15 : Lac en danger

Duchess Swan fait appel à l'aide d'Ashlynn Ella et Hunter Huntsman pour sauver son précieux Lac Enchanté de la pollution. 
- Épisode 16 : Le secret de Cerise Hood

Hunter Huntsman essaie de sauver Cerise Hood et sa mère du Grand Méchant Loup lorsqu'il tombe par hasard sur le pique-nique familial dans la Forêt enchantée. 
- Épisode 17 : Le curieux conte de Kitty

Kitty Cheshire est-elle une Royals ou une Rebels ? C'est vraiment difficile à dire.
- Épisode 18 : Un bon état d'esprit

Duchess Swan est convaincue que son épreuve en cours de muse~ique n'aura pas la moyenne... jusqu'à ce qu'Humphrey Dumpty entre en scène.
- Épisode 19 : Cupid met presque de l'ordre

Même si au fond d'elle-même, C.A Cupid est amoureuse de Dexter Charming, elle ne peut pas s'empêcher de jouer les entremetteuses.

#### Chapitre 3 (2015)
- Épisode 1 : Les bons gâteaux de Ginger

Raven Queen soutient Ginger Breadhouse pour l'aider à prouver que son rêve est de faire de la pâtisserie, pas de suivre sa destinée.
- Épisode 2 : Le défilé de mode d'Ashlynn

Les méchantes sœurs d'Ashlynn Ella tentent de lui voler la vedette pendant le défilé de mode. Mais lorsque l'horloge sonne midi, elles se mettent vraiment dans la peau d'Ashlynn !
- Épisode 3 : Une invitation exceptionnelle

Ashlynn est enchantée lorsqu'elle reçoit une invitation pour la Fête Forestière de la Lune Bleue. Mais Faybelle Thorn, la nouvelle méchante d'Ever After High, ne l'entend pas de cette oreille.
- Épisode 4 : Un choix difficile

Lorsque Dexter donne rendez-vous à Raven, Ashlynn tente de réconforter Cupid en lui proposant de venir avec elle à la Fête Forestière de la Lune Bleue.
- Épisode 5 : Les conseils d'une amie

Avant de se rendre au cinéma pour sa première soirée en amoureux avec Dexter, Raven demande conseil à Blondie pour tenter de calmer son stress.
- Épisode 6 : Dans les bois

Lorsqu'elle apprend qu'elle n'est pas invitée à la Fête Forestière de la Lune Bleue, Faybelle décide de se venger en envoyant Cupid, Ashlynn, Blondie et Poppy dans la mauvaise direction.
- Épisode 7 : Une maison délicieuse

Affamées après leurs aventures dans la Forêt des Ténèbres, les filles se mettent à la recherche de friandises. Elles se rendent à la maison en pain d'épice, au bar à yaourts glacés de Miss Muffet et à la maison des trois ours.
- Épisode 8 : Le rendez-vous

Raven et Dexter surmontent leur nervosité et passent une soirée magique au cinéma.
- Épisode 9 : Retrouvailles

Grâce à ses pouvoirs, Raven emporte avec elle le bureau de Baba Yaga pour sauver ses amies perdues dans la Forêt des Ténèbres.
- Épisode 10 : Le troll solitaire

Un troll grincheux des forêts menace nos héroïnes, mais Poppy leur vient en aide grâce à son don pour la métamorphose. 
- Épisode 11 : le choix de Faybelle

Faybelle avoue son méfait et part à la recherche des filles dans les profondeurs de la forêt des ténèbres. L'histoire connaîtra-t-elle une fin heureuse ?
- Épisode 12 : Le verger de l'héritage

Les élèves d'Ever After High découvrent le Verger de l'Héritage destiné à les aider à partager leur histoire avec les futurs légendes de contes de fées
- Épisode 13 : Pépin d'épice

En tentant de sauver la vente de gâteau avec un sort, Raven plonge le cours de cuisine dans le chaos le plus total.
- Épisode 14 : Brisons la glace

Poppy et Duchess partagent un moment intense à la patinoire qui restera gravé dans les pages du livre de leur année, à Ever After High.
- Épisode 15 : Épidémie d'amour

Sans le vouloir, Hunter a décoché quelques-unes des flèches magiques de Cupid donnant lieu à des histoires incongrues.
- Épisode 16 : Bunny et Alistair pour toujours

Un fabuleux baiser pourrait avoir lieu en Bunny et Alistair. Mais seulement si Kitty et Brooke et arrêtent de comploter.
- Épisode 17 : Croquet-Tastrophe

Quand Apple et Raven ne parviennent pas à s'entendre, il revient à Lizzie de choisir qui sera la rédactrice en chef du livre de l'année... toujours dans un style Merveilleux !
- Épisode 18 : Sauve Moi Darling

Darling Charming dévoile son côté héroïque après que ses meilleures amies ont été attaquées par un dragon sauvage.
- Épisode 19 : Rosabella et les Bêtes

Rosabella organise une incroyable recherche pour secourir les animaux de la Forêt Enchantée après que Faybelle leur a jeté un sort.
- Épisode 20 : Triathlon

Il va falloir un miracle pour que Raven et Apple reviennent à temps au verger de l'héritage pour planter la graine du livre de leur année de classe.

#### Chapitre 4 (2016)
- Épisode 1 : Le mystère des ballerines

Lassée d'être toujours mise de côté pendant son cour de danse préféré, Justine Dancer rassemble ses meilleures amies pour la vie, et décide de résoudre le mystère de la disparition de ses chaussons de danse ! (apparition de Justine Dancer dans la série)
- Épisode 2 : Le rêve de Farrah

Farrah Goodfairy et ses amies parviendront-elles à faire exaucer son vœu avant que l'horloge ne sonne midi ? (apparition de Farrah Goodfairy dans la série)
- Épisode 3 : Jour de fêtes

Ashlynn, Holly, Poppy et Farrah changent de tenues pour pouvoir se rendre à deux fêtes dans la même soirée, et éviter le sort qui leur a été lancé par Faybelle.
- Épisode 4 : La pierre Magique

Lorsque la sortie de classe est annulée, NinaThumbell ne se laisse pas décourager ! Elle décide de faire découvrir à ses amies une nouvelle facette d'Ever After High. (apparition de Nina Thumbell dans la série)
- Épisode 5 : Une magie des platines

Melody Piper peut être une plaque tournante de problèmes si elle ne peut pas contrôler sa musique et arrêter un sort qui a causé toute l'école de danse incontrôlable. (apparition de Melody Piper dans la série)
- Épisode 6 : Le défi d'Humphrey

Jillian Beanstalk donne Humphrey Dumpty un cours intensif sur le courage, mais relève-t-il le défi et affronte ses peurs ou échoue-t-il sous la pression? (apparition de Jillian Beanstalk dans la série)
- Épisode 7 : Le chant de la sirène

Une nouvelle élève arrive à Ever After High le jour du concours de talents. Madeline décide d'aider sa nouvelle amie à se sentir en confiance. (apparition de Meeshell Mermaid dans la série)
- Épisode 8 : Le secret de l'Hiver

L'hiver est arrivé ! Madeline et Apple doivent faire un exposé sur l'hiver elles font donc appelle à la princesse des neiges. (Apparition de Crystal Winter dans la série)
- Épisode 9 : Le Grand Méchant Secret

Après une longue absence, Ramona Badwolf revient à Ever After High. Si tôt arrivée, la voilà en plein conflit avec Cerise Hood à propos d'un lourd secret familial qui hante leur passé. (apparition de Ramona Badwolf dans la série)

### Le Bal de la Destinée (Thronecoming)
- Le Bal de la Destinée

Le jour de cet événement très particulier à Ever After High, tout est bouleversé : une Royals et une Rebels décident de changer leurs destinées... et le Livre des Légendes disparaît !
- La Reine du Bal de la Destinée.

Qui sera la Reine du Bal : Apple White, Raven Queen, Blondie Lockes ou C.A. Cupid ?

### Printemps Fleuri (Spring Unsprung)
Lorsqu'un sortilège est lancé sur le royaume, les élèves d'Ever After High avec l'aide de quelques amis du Pays des Merveilles, doivent unir leurs forces pour sauver leur univers adoré.

### Vers le Pays des Merveilles (Way too Wonderland)
Quand Raven essaie de briser la malédiction jetée par sa mère aux pays des merveilles, elle est envoyée accidentellement avec ses amis Apple White, Lizzie Hearts, Madeline Hatter Kitty Cheshire, Briar Beauty à Wonderland High l'école de ce pays. Pour pouvoir sortir de l'école, il faut qu'elles obtiennent leur diplôme, mais Courtly Jester va tout faire pour leur barrer la route et de voler le trône de la reine de cœur, la mère de Lizzie Hearts.t

### Jeu de Dragon (Dragon Games)
Que les jeux commencent ! Dans cette série épique de Ever After high, nos puissantes princesses se lancent dans une toute nouvelle aventure. Retrouver Apple White, Raven Queen, Madeline Hatter, Ashlynn Ella, Darling Charming et les sœurs O'hairs accompagnées de leurs dragons pour célébrer le retour du meilleur sport du monde, les Jeux de Dragons ! Mais tout ne va pas dans le bon sens lorsque la méchante reine s'échappe de son miroir magique et prévoit de prendre le contrôle de l'école.

### Conte d'hiver (Epic Winter)
Quand un sort menace la famille de Crystal, le Roi des Glaces jette une malédiction sur le monde. Sa fille, Crystal, se tourne vers les seules personnes qui peuvent l'aider à arrêter cette malédiction : les élèves de Ever After High. Ensemble, les filles vont vivre une aventure de conte de fée.